# Leptochilus krombeini
Leptochilus krombeini är en stekelart som beskrevs av Parker 1966. Leptochilus krombeini ingår i släktet Leptochilus och familjen Eumenidae. Inga underarter finns listade i Catalogue of Life.